# Джованні Венероні
Джованні Венероні (фр. Giovanni Veneroni), уроджений Жан Віньерон (Jean Vigneron; 1642 року, Верден — 27 червня 1708 року, Париж) — французький лінгвіст і граматик.

## Біографія та праці
У молодості захопився італійською мовою, вивчив її досконало, що прибувши в Париж, почав видавати себе за флорентійця і змінив своє прізвище на італійський лад. Згодом, очевидно, якийсь час жив в Росії.
У Парижі його уроки італійської сприяли ознайомленню французів з італійською літературою. Перевів на французьку літературу деяких письменників Італії, але головні його праці — філологічні:
- Італійсько-французький і франко-італійський словник (Париж, 1708);
- Граматика «Le Maitre italien» (П., 1710);
- «Короткий лексикон на чотирьох мовах: французькою, італійською, німецькою і російською» (Москва, університетська друкарня, 1771).